# Гргур Камона
Гргур Камона (око 1215) је био грчки кнез Кроје (Арбанона) око 1215. године.

## Биографија
Гргур је на челу Кроје наследио Димитрија Прогона, сина Прогона од Кроје. Охридски архиепископ Димитрије Хоматијан (1216—1236) помиње га са титулом севаста. Гргур се најпре оженио ћерком Ђина Прогона, сина Прогона од Кроје. Њено име није познато. Након смрти кнеза Димитрија, Гргур се оженио његовом удовицом Комнином Немањић. Комнина је била ћерка српског великог жупана, касније и краља, Стефана Првовенчаног. Женидбом са Комнином, Гргур је овладао Кројом. Његовим доласком на власт прекинуте су све везе Кроје и католицизма, односно папе Иноћентија са којим је Димитрије преговарао око превођења своје државе у католичку веру. Кроја је припала православном свету. Гргур и Комнина Немањић имали су ћерку која се касније удала за Голема, владара Кроје (1252—1254).